# Палаццо Лоредан
Палаццо Лоредан (итал. Palazzo Loredan in Campo Santo Stefano) — дворец в Венеции в районе Сан-Марко, располагается в южной части площади Санто-Стефано.

## История
Первоначально на этом месте стоял готический дворец семьи Мочениго. В 1536 году он был приобретён семьёй Лоредан и перестроен в ренессансном стиле архитектором Антонио дель Аббонди по прозванию Скарпаньино («Башмачок»). После падения Венецианской республики в 1797 году семейство Лоредан продало здание.
Между 1855 и 1862 годами в здании располагалось коммунальное управление общественных построек (ufficio provinciale delle pubbliche costruzioni). В связи с этим были проведены кардинальные работы по приспособлению южного крыла здания под конторские помещения.
В 1888 году здание было отведено Венецианскому институту наук, литературы и искусств (Istituto veneto di scienze, lettere ed arti), который занял помещения дворца в 1891 году. По этому поводу были проведены многочисленные реставрационные и отделочные работы.

## Последующие перестройки и произведения искусства
Чтобы создать вестибюль с двойной лестницей, ведущей на главный этаж, внешний портик между двумя зданиями был закрыт стеной (внутри всё ещё можно увидеть колодец с гербом Мочениго). Великолепная монументальная лестница, напоминающая «Скала деи Гиганти» Дворца дожей, выполнена Антонио дель Аббонди. Внешний вид здания после реставрации 1500 года включал фреску во всю длину фасада в стиле тосканско-римского маньеризма работы живописца Джузеппе Порта, известного как Сальвиати. Фрески превозносили гражданские и военные добродетели героев Древнего Рима, таких как: Лукреция, Клелия, Порсена и Гай Муций Сцевола. Последнего считали прародителем семьи Лоредан.
Интерьеры здания украшают росписи Якопо Пальма Младшего, Антонио Вассилакки и других мастеров, выполненные в 1600 году.
В 1752 году, по случаю избрания Франческо Лоредан дожем, комната на дворянском этаже была расписана фресками работы Джузеппе Анджели и Франческо Дзанки. В той же комнате орнаментальная лепнина приписывается Джузеппе Феррари. Четыре картины, изображающие сцены из Ветхого Завета, вероятно, были помещены в мезонин из других комнат дворца в 1800 году.
Фреска Джованни Карло Бевилаква под названием «Наполеоновская аллегория» была восстановлена в 2009 году после её исчезновения (и попытки её уничтожения прусскими военными в 1814 году).
В 1847 году по случаю IX Конгресса итальянских учёных Венецианский институт наук, литературы и искусств выдвинул идею сформировать коллекцию изображений в виде бюстов или медальонов великих венецианцев, отличившихся в своей профессии (политиков, учёных, художников, военных, писателей). Бюсты и рельефные медальоны, образовавшие «Пантеон Венето» (Panteon Veneto), были размещены во Дворце дожей, затем, в 1955 году, перенесены в Ка-Пезаро и, наконец, помещены в 1989 году в Палаццо Лоредан, где их в настоящее время можно увидеть в атриуме. Проект, начатый в 1847 году, завершился в 1931 году: последним добавленным в коллекцию портретом был бюст Карло Гоцци.
Второй палаццо, носящий то же название, или Ка-Лоредан, находится на Гранд-канале, между Палаццо Дандоло и Ка-Фарсетти.